# Adelajda Mroske
Adelajda Mroske-Łabul (ur. 25 czerwca 1944 w Gdyni, zm. 9 stycznia 1975 w Elblągu) – polska panczenistka, olimpijka z Innsbrucku 1964.
Zawodniczka klubu Orzeł Elbląg. Jako juniorka w roku 1961 zdobyła brązowy medal mistrzostw Polski w wieloboju.
Wielokrotna mistrzyni Polski seniorów w:
- wieloboju w roku 1966[1]
- wyścigu na 500 metrów w roku 1966
- wyścigu na 1000 metrów w latach 1965-1966, 1968
- wyścigu na 1500 metrów w latach 1965-1966
- wyścigu na 3000 metrów w latach 1964-1965, 1967

Dwukrotnie zdobywała tytuł wicemistrzyni Polski: w roku 1962 w wyścigu na 1500 metrów oraz  w roku 1965 w wyścigu na dystansie 1000 metrów.
W roku 1962 zdobyła brązowy medal mistrzostw Polski w wieloboju.
Pochowana na Cmentarzu Komunalnym Agrykola w Elblągu (kw. XVIII). 

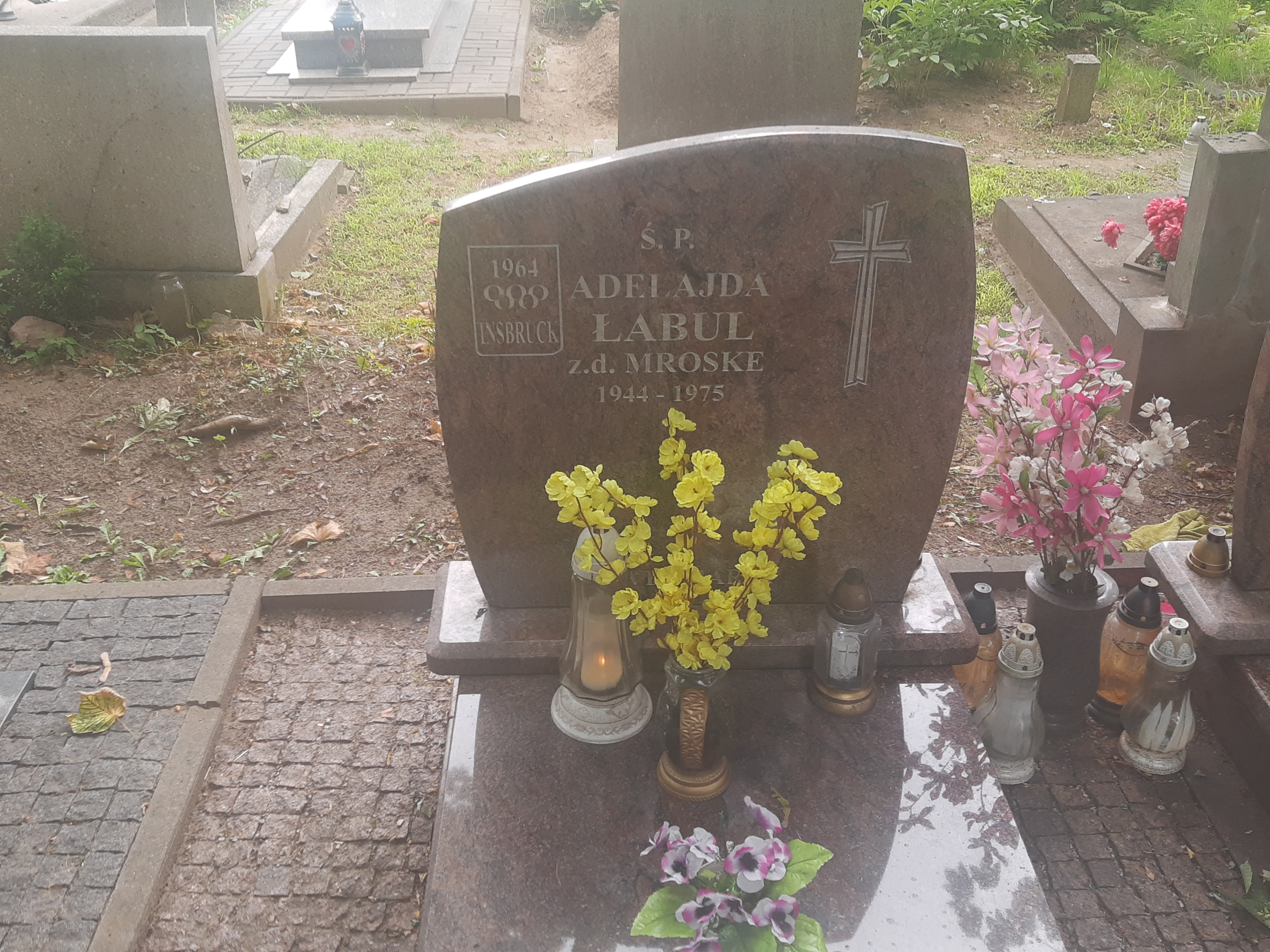
Grób Adelajdy Mroske na Cmentarzu Komunalnym Agrykola

Uczestniczka mistrzostw świata w wieloboju w roku:
- 1962 – zajęła 27. miejsce,
- 1965 – zajęła 19. miejsce
- 1966 – zajęła 31. miejsce
- 1967 – zajęła 20. miejsce
- 1968 – zajęła 28. miejsce

Na igrzyskach olimpijskich w 1964 roku zajęła:
- 21. miejsce w wyścigu na dystansie 1000 metrów
- 22. miejsce w wyścigu na dystansie 500 metrów
- 22. miejsce w wyścigu na dystansie 1500 metrów
- 25. miejsce w wyścigu na dystansie 3000 metrów.

## Rekordy życiowe
- bieg na 500 metrów - 47.40 uzyskany w roku 1966
- bieg na 1000 metrów - 1:38.60 uzyskany w roku 1967
- bieg na 1500 metrów - 2:32.10 uzyskany w roku 1968
- bieg na 3000 metrów - 5:22.30 uzyskany w roku 1966